# Liste des choix de repêchages du Wild du Minnesota
Cette liste contient tous les joueurs de hockey sur glace ayant été repêchés par le Wild du Minnesota, franchise de la Ligue nationale de hockey. Les joueurs listés ci-dessus n'ont pas obligatoirement joué un match sous le maillot de l'équipe.
Cette liste regroupe les joueurs depuis le Repêchage de 2000 organisé par la LNH en 2000-2001, lors de la première saison du Wild, jusqu'à aujourd'hui,. Les joueurs sont classés par année de repêchage. Les deux premières colonnes donnent le rang et le tour duquel le joueur a été repêché suivis de son nom, de sa nationalité et de sa position de jeu.

## Repêchages d'entrée

### 2000
| No  | Tour | Nom               | Nationalité | Position      |
| --- | ---- | ----------------- | ----------- | ------------- |
| 3   | 1er  | Marián Gáborík    | Slovaquie   | Ailier gauche |
| 33  | 2e   | Nick Schultz      | Canada      | Défenseur     |
| 99  | 4e   | Marc Cavosie      | États-Unis  | Ailier gauche |
| 132 | 5e   | Maksim Souchinski | Russie      | Ailier droit  |
| 170 | 6e   | Erik Reitz        | États-Unis  | Défenseur     |
| 199 | 7e   | Brian Passmore    | Canada      | Centre        |
| 214 | 7e   | Peter Bartoš      | Slovaquie   | Ailier gauche |
| 232 | 8e   | Ľubomír Sekeráš   | Slovaquie   | Défenseur     |
| 255 | 8e   | Eric Johansson    | Canada      | Centre        |

### 2001
| No  | Tour | Nom               | Nationalité | Position      |
| --- | ---- | ----------------- | ----------- | ------------- |
| 6   | 1er  | Mikko Koivu       | Finlande    | Centre        |
| 36  | 2e   | Kyle Wanvig       | Canada      | Ailier droit  |
| 74  | 3e   | Chris Heid        | Canada      | Défenseur     |
| 93  | 3e   | Stéphane Veilleux | Canada      | Centre        |
| 103 | 4e   | Tony Virta        | Finlande    | Ailier droit  |
| 202 | 7e   | Derek Boogaard    | Canada      | Ailier gauche |
| 239 | 8e   | Jack Riddle       | États-Unis  | Ailier gauche |

### 2002
| No  | Tour | Nom                  | Nationalité | Position       |
| --- | ---- | -------------------- | ----------- | -------------- |
| 8   | 1er  | Pierre-Marc Bouchard | Canada      | Centre         |
| 38  | 2e   | Josh Harding         | Canada      | Gardien de but |
| 72  | 3e   | Mike Erickson        | États-Unis  | Ailier droit   |
| 73  | 3e   | Barry Brust          | Canada      | Gardien de but |
| 155 | 5e   | Armands Bērziņš      | Lettonie    | Centre         |
| 175 | 6e   | Matt Foy             | Canada      | Ailier droit   |
| 204 | 7e   | Nicklas Eckerblom    | Suède       | Centre         |
| 237 | 8e   | Christoph Brandner   | Autriche    | Ailier gauche  |
| 268 | 9e   | Mikhaïl Tiouliapkine | Russie      | Défenseur      |
| 269 | 9e   | Mika Hannula         | Suède       | Ailier gauche  |

### 2003
| No  | Tour | Nom                | Nationalité        | Position       |
| --- | ---- | ------------------ | ------------------ | -------------- |
| 20  | 1er  | Brent Burns        | Canada             | Défenseur      |
| 56  | 2e   | Patrick O'Sullivan | États-Unis         | Centre         |
| 78  | 3e   | Danny Irmen        | États-Unis         | Centre         |
| 157 | 5e   | Marcin Kolusz      | Pologne            | Centre         |
| 187 | 6e   | Miroslav Kopřiva   | République tchèque | Gardien de but |
| 207 | 7e   | Gueorgui Micharine | Russie             | Défenseur      |
| 219 | 7e   | Adam Courchaine    | Canada             | Centre         |
| 251 | 8e   | Mathieu Melanson   | États-Unis         | Ailier gauche  |
| 281 | 9e   | Jean-Michel Bolduc | Canada             | Défenseur      |

### 2004
| No  | Tour | Nom                | Nationalité | Position       |
| --- | ---- | ------------------ | ----------- | -------------- |
| 12  | 1er  | A.J. Thelen        | États-Unis  | Défenseur      |
| 42  | 2e   | Roman Volochenko   | Russie      | Ailier gauche  |
| 78  | 3e   | Peter Ölvecký      | Slovaquie   | Ailier gauche  |
| 79  | 3e   | Clayton Stoner     | Canada      | Défenseur      |
| 111 | 4e   | Ryan Jones         | Canada      | Ailier droit   |
| 114 | 4e   | Patrick Bordeleau  | Canada      | Ailier gauche  |
| 117 | 4e   | Julien Sprunger    | Suisse      | Ailier droit   |
| 161 | 5e   | Jean-Claude Sawyer | Canada      | Défenseur      |
| 175 | 6e   | Aaron Boogaard     | Canada      | Ailier droit   |
| 195 | 7e   | Jean-Michel Rizk   | Canada      | Ailier droit   |
| 206 | 7e   | Anton Khoudobine   | Russie      | Gardien de but |
| 272 | 9e   | Kyle Wilson        | Canada      | Centre         |

### 2005
| No  | Tour | Nom                 | Nationalité | Position       |
| --- | ---- | ------------------- | ----------- | -------------- |
| 4   | 1er  | Benoît Pouliot      | Canada      | Ailier gauche  |
| 57  | 2e   | Matt Kassian        | Canada      | Ailier gauche  |
| 65  | 3e   | Kristopher Westblom | Canada      | Gardien de but |
| 110 | 4e   | Kyle Bailey         | Canada      | Centre         |
| 122 | 4e   | Morten Madsen       | Danemark    | Centre         |
| 129 | 5e   | Anthony Aiello      | États-Unis  | Défenseur      |
| 199 | 7e   | Riley Emmerson      | Canada      | Ailier gauche  |

### 2006
| No  | Tour | Nom             | Nationalité        | Position       |
| --- | ---- | --------------- | ------------------ | -------------- |
| 9   | 1er  | James Sheppard  | Canada             | Centre         |
| 40  | 2e   | Ondrej Fiala    | République tchèque | Centre         |
| 72  | 3e   | Cal Clutterbuck | Canada             | Ailier droit   |
| 102 | 4e   | Kyle Medvec     | États-Unis         | Défenseur      |
| 132 | 5e   | Niko Hovinen    | Finlande           | Gardien de but |
| 162 | 6e   | Julian Walker   | Suisse             | Ailier droit   |
| 192 | 7e   | Chris Hickey    | États-Unis         | Centre         |

### 2007
| No  | Tour | Nom             | Nationalité | Position      |
| --- | ---- | --------------- | ----------- | ------------- |
| 16  | 1er  | Colton Gillies  | Canada      | Ailier gauche |
| 110 | 4e   | Justin Falk     | Canada      | Défenseur     |
| 140 | 5e   | Cody Almond     | Canada      | Centre        |
| 170 | 6e   | Harri Ilvonen   | Finlande    | Défenseur     |
| 200 | 7e   | Carson McMillan | Canada      | Centre        |

### 2008
| No  | Tour | Nom             | Nationalité | Position      |
| --- | ---- | --------------- | ----------- | ------------- |
| 23  | 1er  | Tyler Cuma      | Canada      | Défenseur     |
| 55  | 2e   | Marco Scandella | Canada      | Défenseur     |
| 115 | 4e   | Sean Lorenz     | États-Unis  | Défenseur     |
| 145 | 5e   | Eero Elo        | Finlande    | Ailier gauche |

### 2009
| No  | Tour | Nom                 | Nationalité | Position       |
| --- | ---- | ------------------- | ----------- | -------------- |
| 16  | 1er  | Nick Leddy          | États-Unis  | Défenseur      |
| 77  | 3e   | Matt Hackett        | Canada      | Gardien de but |
| 103 | 4e   | Kris Foucault       | Canada      | Ailier gauche  |
| 116 | 4e   | Alexander Fallström | Suède       | Ailier droit   |
| 161 | 6e   | Darcy Kuemper       | Canada      | Gardien de but |
| 163 | 6e   | Jere Sallinen       | Finlande    | Ailier gauche  |
| 182 | 7e   | Erik Haula          | Finlande    | Ailier droit   |
| 193 | 7e   | Anthony Hamburg     | États-Unis  | Centre         |

### 2010
| No  | Tour | Nom              | Nationalité | Position       |
| --- | ---- | ---------------- | ----------- | -------------- |
| 9   | 1er  | Mikael Granlund  | Finlande    | Centre         |
| 39  | 2e   | Brett Bulmer     | Canada      | Ailier gauche  |
| 56  | 2e   | Johan Larsson    | Suède       | Ailier gauche  |
| 59  | 2e   | Jason Zucker     | États-Unis  | Ailier gauche  |
| 159 | 6e   | Johan Gustafsson | Suède       | Gardien de but |
| 189 | 7e   | Dylen McKinlay   | Canada      | Ailier droit   |

### 2011
| No  | Tour | Nom              | Nationalité | Position       |
| --- | ---- | ---------------- | ----------- | -------------- |
| 10  | 1er  | Jonas Brodin     | Suède       | Défenseur      |
| 28  | 1er  | Zach Phillips    | Canada      | Centre         |
| 60  | 2e   | Mario Lucia      | États-Unis  | Ailier gauche  |
| 131 | 5e   | Nick Seeler      | États-Unis  | Défenseur      |
| 161 | 6e   | Stephen Michalek | États-Unis  | Gardien de but |
| 191 | 7e   | Tyler Gavroac    | Canada      | Centre         |

### 2012
| No  | Tour | Nom                | Nationalité | Position      |
| --- | ---- | ------------------ | ----------- | ------------- |
| 7   | 1er  | Mathew Dumba       | Canada      | Défenseur     |
| 46  | 2e   | Raphaël Bussières  | Canada      | Ailier gauche |
| 68  | 3e   | John Draeger       | États-Unis  | Défenseur     |
| 98  | 4e   | Adam Gilmour       | États-Unis  | Centre        |
| 128 | 5e   | Daniel Gunnarsson  | Suède       | Défenseur     |
| 158 | 6e   | Christoph Bertschy | Suisse      | Centre        |
| 188 | 7e   | Louis Nanne        | États-Unis  | Ailier gauche |

### 2013
| No  | Tour | Nom                | Nationalité | Position       |
| --- | ---- | ------------------ | ----------- | -------------- |
| 46  | 2e   | Gustav Olofsson    | Suède       | Défenseur      |
| 81  | 3e   | Kurtis Gabriel     | Canada      | Ailier droit   |
| 107 | 4e   | Dylan Labbé        | Canada      | Défenseur      |
| 137 | 5e   | Carson Soucy       | Canada      | Défenseur      |
| 167 | 6e   | Avery Peterson     | États-Unis  | Centre         |
| 197 | 7e   | Nolan DeJong       | Canada      | Défenseur      |
| 200 | 7e   | Alexandre Belanger | Canada      | Gardien de but |

### 2014
| No  | Tour | Nom            | Nationalité        | Position       |
| --- | ---- | -------------- | ------------------ | -------------- |
| 18  | 1er  | Alex Tuch      | États-Unis         | Ailier droit   |
| 80  | 3e   | Louis Belpedio | États-Unis         | Défenseur      |
| 109 | 4e   | Kaapo Kähkönen | Finlande           | Gardien de but |
| 139 | 5e   | Tanner Faith   | Canada             | Défenseur      |
| 160 | 6e   | Pontus Själin  | Suède              | Défenseur      |
| 167 | 6e   | Chase Lang     | Canada             | Ailier droit   |
| 169 | 6e   | Reid Duke      | Canada             | Centre         |
| 199 | 7e   | Pavel Jenyš    | République tchèque | Ailier droit   |

### 2015
| No  | Tour | Nom              | Nationalité        | Position       |
| --- | ---- | ---------------- | ------------------ | -------------- |
| 20  | 1er  | Joel Eriksson Ek | Suède              | Centre         |
| 50  | 2e   | Jordan Greenway  | États-Unis         | Ailier gauche  |
| 111 | 4e   | Aleš Stezka      | République tchèque | Gardien de but |
| 135 | 5e   | Kirill Kaprizov  | Russie             | Ailier droit   |
| 171 | 6e   | Nicholas Boka    | États-Unis         | Défenseur      |
| 201 | 7e   | Gustav Bouramman | Suède              | Défenseur      |
| 204 | 7e   | Jack Sadek       | États-Unis         | Défenseur      |

### 2016
| No  | Tour | Nom             | Nationalité | Position      |
| --- | ---- | --------------- | ----------- | ------------- |
| 15  | 1er  | Luke Kunin      | États-Unis  | Centre        |
| 106 | 4e   | Brandon Duhaime | États-Unis  | Ailier gauche |
| 195 | 7e   | Dmitry Sokolov  | Russie      | Ailier gauche |
| 204 | 7e   | Brayden Chizen  | Canada      | Défenseur     |

### 2017
| No  | Tour | Nom              | Nationalité | Position     |
| --- | ---- | ---------------- | ----------- | ------------ |
| 85  | 3e   | Ivan Lodnia      | États-Unis  | Ailier droit |
| 97  | 4e   | Mason Shaw       | Canada      | Centre       |
| 116 | 4e   | Bryce Misley     | Canada      | Centre       |
| 147 | 5e   | Jacob Golden     | Canada      | Défenseur    |
| 178 | 6e   | Andreï Svetlakov | Russie      | Centre       |
| 209 | 7e   | Nick Swaney      | États-Unis  | Ailier droit |

### 2018
| No  | Tour | Nom                | Nationalité | Position     |
| --- | ---- | ------------------ | ----------- | ------------ |
| 24  | 1er  | Filip Johansson    | Suède       | Défenseur    |
| 63  | 3e   | Jack McBain        | Canada      | Centre       |
| 86  | 3e   | Alexander Khovanov | Russie      | Centre       |
| 92  | 3e   | Connor Dewar       | Canada      | Centre       |
| 148 | 5e   | Simon Johansson    | Suède       | Défenseur    |
| 155 | 5e   | Damian Giroux      | Canada      | Centre       |
| 179 | 6e   | Shawn Boudrias     | Canada      | Ailier droit |
| 210 | 7e   | Samuel Hentges     | États-Unis  | Centre       |

### 2019
| No  | Tour | Nom               | Nationalité | Position       |
| --- | ---- | ----------------- | ----------- | -------------- |
| 12  | 1er  | Matthew Boldy     | États-Unis  | Ailier gauche  |
| 42  | 2e   | Vladislav Firstov | Russie      | Ailier gauche  |
| 59  | 2e   | Hunter Jones      | Canada      | Gardien de but |
| 75  | 3e   | Adam Beckman      | Canada      | Ailier gauche  |
| 149 | 5e   | Matveï Gouskov    | Russie      | Centre         |
| 166 | 6e   | Marshall Warren   | États-Unis  | Défenseur      |
| 172 | 6e   | Nikita Nesterenko | Canada      | Centre         |
| 197 | 7e   | Filip Lindberg    | Finlande    | Gardien de but |

### 2020
| No  | Tour | Nom                  | Nationalité | Position     |
| --- | ---- | -------------------- | ----------- | ------------ |
| 9   | 1er  | Marco Rossi          | Autriche    | Centre       |
| 37  | 2e   | Marat Khousnoutdinov | Russie      | Centre       |
| 39  | 2e   | Ryan O'Rourke        | Canada      | Défenseur    |
| 65  | 3e   | Daemon Hunt          | Canada      | Défenseur    |
| 146 | 5e   | Pavel Novák          | Tchéquie    | Ailier droit |

### 2021
| No  | Tour | Nom              | Nationalité | Position       |
| --- | ---- | ---------------- | ----------- | -------------- |
| 20  | 1er  | Jesper Wallstedt | Suède       | Gardien de but |
| 26  | 1er  | Carson Lambos    | Canada      | Défenseur      |
| 54  | 2e   | Jack Peart       | États-Unis  | Défenseur      |
| 86  | 3e   | Caedan Bankier   | Canada      | Centre         |
| 118 | 4e   | Kyle Masters     | Canada      | Défenseur      |
| 127 | 4e   | Josh Pillar      | Canada      | Ailier droit   |
| 182 | 6e   | Nate Benoit      | États-Unis  | Défenseur      |

### 2022
| No  | Tour | Nom              | Nationalité | Position      |
| --- | ---- | ---------------- | ----------- | ------------- |
| 19  | 1er  | Liam Ohgren      | Suède       | Ailier gauche |
| 24  | 1er  | Danila Iourov    | Russie      | Ailier droit  |
| 47  | 2e   | Hunter Haight    | Canada      | Centre        |
| 56  | 2e   | Rieger Lorenz    | Canada      | Ailier gauche |
| 89  | 3e   | Mikey Milne      | Canada      | Ailier gauche |
| 121 | 4e   | Ryan Healey      | États-Unis  | Défenseur     |
| 153 | 5e   | David Spacek     | Tchéquie    | Défenseur     |
| 185 | 6e   | Servác Petrovský | Slovaquie   | Centre        |

### 2023
| No  | Tour | Nom                | Nationalité | Position      |
| --- | ---- | ------------------ | ----------- | ------------- |
| 21  | 1er  | Charlie Stramel    | États-Unis  | Centre        |
| 53  | 2e   | Rasmus Kumpulainen | Finlande    | Centre        |
| 64  | 2e   | Riley Heidt        | Canada      | Centre        |
| 149 | 5e   | Aaron Pionk        | États-Unis  | Défenseur     |
| 181 | 6e   | Kalem Parker       | Canada      | Défenseur     |
| 213 | 7e   | James Clark        | États-Unis  | Ailier gauche |

### 2024
| No  | Tour | Nom             | Nationalité | Position       |
| --- | ---- | --------------- | ----------- | -------------- |
| 12  | 1er  | Zeev Buium      | États-Unis  | Défenseur      |
| 45  | 2e   | Ryder Ritchie   | Canada      | Ailier droit   |
| 122 | 4e   | Aron Kiviharju  | Finlande    | Défenseur      |
| 140 | 5e   | Sebastian Soini | Finlande    | Défenseur      |
| 142 | 5e   | Chase Wutzke    | Canada      | Gardien de but |
| 174 | 6e   | Stevie Leskovar | Canada      | Défenseur      |

### 2025
| No  | Tour | Nom                 | Nationalité | Position     |
| --- | ---- | ------------------- | ----------- | ------------ |
| 52  | 2e   | Theodor Hallquisth  | Suède       | Défenseur    |
| 102 | 4e   | Adam Benák          | Tchéquie    | Centre       |
| 121 | 4e   | Lirim Amidovski     | Canada      | Ailier droit |
| 123 | 4e   | Carter Klippenstein | Canada      | Centre       |
| 141 | 5e   | Justin Kipkie       | Canada      | Défenseur    |